# Xã Wadena, Quận Wadena, Minnesota
Xã Wadena (tiếng Anh: Wadena Township) là một xã thuộc quận Wadena, tiểu bang Minnesota, Hoa Kỳ. Năm 2010, dân số của xã này là 868 người.